# Rendez-moi mes poux !
 (août 2022).
Si vous disposez d'ouvrages ou d'articles de référence ou si vous connaissez des sites web de qualité traitant du thème abordé ici, merci de compléter l'article en donnant les références utiles à sa vérifiabilité et en les liant à la section « Notes et références ».
Rendez-moi mes poux ! est un album de littérature jeunesse écrit et illustré par Pierre Elie Ferrier (Pef). Il s'agit du septième livre de cet auteur écrit en 1984, édité chez Gallimard, collection Folio Benjamin.

## Personnages
- Mathieu, le héros de l'histoire
- les parents de Mathieu
- Marie-Rose, la maîtresse
- Monsieur Parrapouh (appelé Le Bombardier), directeur de l'école
- le coiffeur
- les militaires
- et bien sûr, les poux

## Résumé
Fils unique, Mathieu ne voit presque pas ses parents de la journée à cause de leur travail. Il s'amuse en jouant aux jeux vidéo mais finit par s'ennuyer. C'est alors qu'il prononce involontairement des mots magiques qui lui permettent de donner la parole à ses poux. Il se met donc à les éduquer.